# Zemětřesení v Athénách (1999)
K zemětřesení v Athénách o síle 6,0 Mw došlo 7. září 1999 ve 14:56:51 místního času. Zemětřesení, které bylo největší přírodní katastrofou v Řecku za téměř půl století, nepřežilo 143 lidí. Zranění utrpělo až 1 600 lidí.
K zemetřesení došlo necelý měsíc po turecké katastrofě.